# 山下美沙子
山下 美沙子（やました みさこ、1983年5月4日 - ）は、石川県出身の元飛び込み選手。寺井町立寺井中学校（現・能美市立寺井中学校）、小松市立高等学校、早稲田大学教育学部教育学科卒業。大学卒業後の所属は北國銀行。160 cm、52 kg。

## 略歴
飛び込みを始めたのは小学4年生の時で、始めて1年足らずで全国ジュニアオリンピック11歳以下男女混合の部で優勝。寺井中学3年の時に、1998年の日本選手権の3m飛板飛び込みで優勝するなど国内のトップ選手として活躍。
しかし、山下の現役当時は実力者がひしめいていたこともあり、オリンピックと世界選手権のいずれも出場できずにいた。後に、世界選手権には、2005年大会と2007年大会に出場している。
2008年2月21日に北京国家水泳センターで行われたFINAワールドカップの10mシンクロナイズドダイビングに中川真依とのペアで出場したが304.86点の11位に終わり、北京オリンピックの国別出場枠の獲得を逃し、山下のオリンピック出場の夢はついに叶わなかった。
2008年4月の日本選手権を最後に現役を引退した。